# Vladimir Dedijer

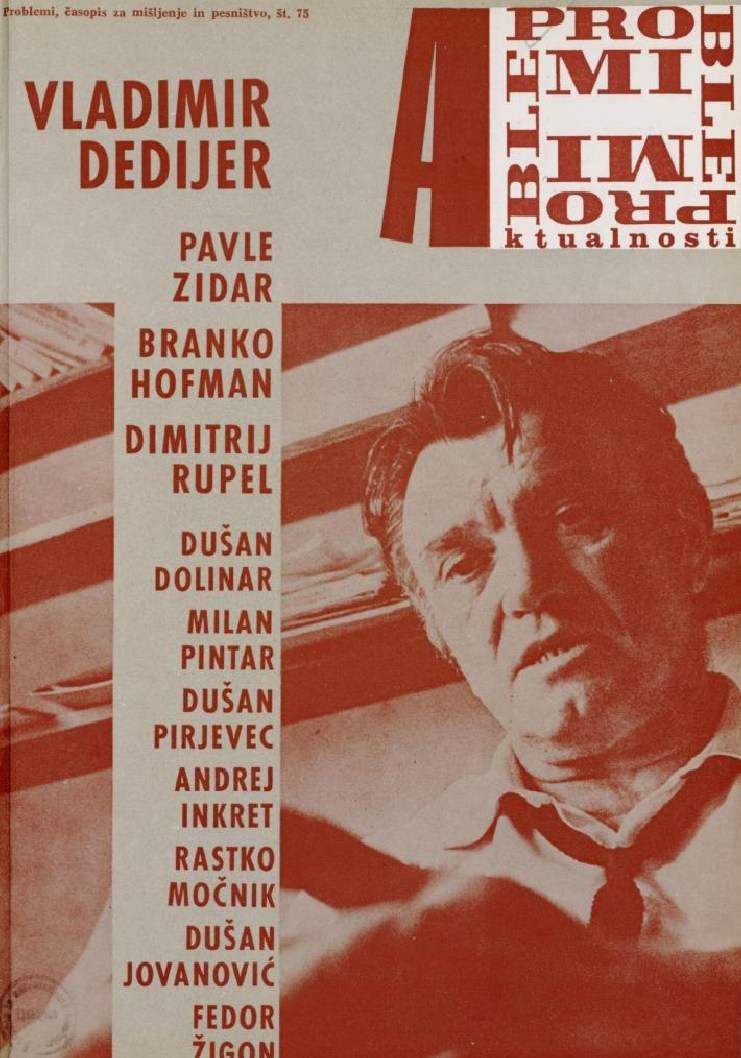
Vladimir Dedijer auf der Titelseite einer jugoslawischen Zeitschrift (1969)

Vladimir Dedijer (serbisch-kyrillisch Владимир Дедијер; * 4. Februar 1914 in Belgrad, Königreich Serbien; † 1. Dezember 1990 in Boston, Vereinigte Staaten) war ein jugoslawischer Historiker und Publizist. Von einem engen Weggefährten und Vertrauten des jugoslawischen Staatsführers Josip Broz Tito wurde er zum Systemkritiker.

## Leben
Dedijer entstammte einer serbischen Familie aus Bosnien, die der Königsfamilie Karađorđević nahestand und nationalserbisch gesinnt war. Sein Vater Jevto Dedijer (1880–1918) war ein Geograph und Assistent des Professors für politische Geographie an der Universität Belgrad Jovan Cvijić (1865–1927). Gleichzeitig rekrutierte der von der österreichisch-ungarischen Polizei gesuchte Jevto Dedijer mit Dragutin „Apis“ Dimitrijević junge bosnische Serben als Terroristen für den nationalistisch-terroristischen Geheimbund „Schwarze Hand“.
Vladimir Dedijer begann nach seinem Studium in Rechtswissenschaften 1937 eine Tätigkeit als Auslandskorrespondent für die Belgrader Tageszeitung Borba. 1938 schloss er sich der Kommunistischen Partei Jugoslawiens (KPJ/BdKJ) an und wurde zu einem Vertrauten Titos.
Während des Widerstandes gegen die deutschen und italienischen Besatzer Jugoslawiens im Zweiten Weltkrieg war er von 1941 bis 1944 im Stab der Partisanen Titos. 1943 ernannte ihn Tito zum Oberst der Partisanenarmee. Er wurde während des Krieges mehrfach verwundet. 1943 verlor er bei einem Angriff der Deutschen seine Frau Olga, die als Ärztin ebenfalls in der Partisanenarmee tätig war.
Nach dem Zweiten Weltkrieg war er Parlamentsabgeordneter und zwischen 1945 und 1952 mehrfach jugoslawisches UN-Delegationsmitglied. 1946 nahm er an der Pariser Friedenskonferenz teil.
1952 veröffentlichte er eine Tito-Biografie im Stile des Personenkults, befasste sich neben seinen politischen Ämtern mit Geschichte und schrieb zahlreiche Bücher. 1953 erhielt Dedijer eine Professur für Neuere Geschichte an der Universität Belgrad. Ende 1954 kam es zu einem Bruch mit Tito aufgrund von Dedijers Eintreten für den in Ungnade gefallenen Milovan Đilas. Am 28. Dezember 1954 verlor Dedijer seine sämtlichen politischen Ämter sowie die Mitgliedschaft im Zentralkomitee des BdKJ; am 25. Januar 1955 wurde er wegen regierungsfeindlicher Tätigkeit zu sechs Monaten Haft auf Bewährung verurteilt. Daraufhin widmete er sich mehr den wissenschaftlichen Studien und verließ 1959 Jugoslawien. Er nahm verschiedene Lehraufträge, unter anderem an der Harvard University und an der University of Oxford, wahr.
Nach der Aussöhnung mit Tito kehrte Dedijer 1964 nach Jugoslawien zurück und wurde wissenschaftlicher Berater am Institut für Geschichte in Belgrad. Sein Buch The Road to Sarajevo (1966, deutsche Übersetzung 1967 unter dem Titel Die Zeitbombe) ist „die quellenreichste und detaillierteste Untersuchung des Attentats“ von Sarajevo, urteilt Gerd Krumeich. 1968 trat Dedijer der Serbischen Akademie der Wissenschaften bei, setzte aber seine wissenschaftlichen Forschungsaufträge im Ausland, unter anderem am Massachusetts Institute of Technology (MIT) fort. 1968 führte er gemeinsam mit dem Schriftsteller Jean-Paul Sartre den Vorsitz des Russell-Tribunals. Sein Engagement sorgte Ende der 1960er Jahre dafür, dass ihm die USA vorübergehend die Einreise verweigerten.
Kurz vor dem Beginn der Jugoslawienkriege erschien 1987 Dedijers populäre antikatholische Schrift Vatikan i Jasenovac (Jasenovac, das jugoslawische Auschwitz und der Vatikan), die auch international für Aufsehen sorgte. In dem Werk nannte er hohe Zahlen von Opfern, die durch „Handlanger der katholischen Kirche“ getötet worden sein sollen. So vertrat Dedijer in dem Buch die These, dass 800.000 Serben von den Ustaše getötet worden seien, und versuchte, die Komplizenschaft des Vatikans nachzuweisen. Dedijer bietet für diese massiv überhöhten Opferzahlen jedoch keine genaue Schätzung (Siehe Abschnitt Opferzahlen im Artikel KZ Jasenovac). Das Buch wurde 2011 inhaltlich unverändert in sechster Auflage vom Ahriman-Verlag herausgegeben.
Bis zu seinem Tod 1990 in Boston engagierte sich Dedijer als Kämpfer gegen Menschenrechtsverletzungen.

## Schriften (Auswahl)
- Auf Deutsch erhältliche Bücher:
  - Tito : Autorisierte Biographie. Ullstein, Berlin 1952 (englisch: Tito. New York 1952. Übersetzt von Hansi Bochow-Blüthgen).
  - Die Zeitbombe : Sarajewo 1914. Europa-Verlag, Zürich 1967 (englisch: The Road to Sarajevo. 1966. Übersetzt von Tibor Simány).
  - Stalins verlorene Schlacht : Erinnerungen 1948 bis 1953. Europa-Verlag, Wien 1970 (englisch: The Battle Stalin Lost. New York 1970. Übersetzt von Edith u. Hugo Pepper).
  - Gottfried Niemietz (Hrsg.): Jasenovac : Das jugoslawische Auschwitz und der Vatikan. Ahriman-Verlag, Freiburg 1987, ISBN 978-3-922774-06-8 (serbokroatisch: Vatikan i Jasenovac : Dokumenti. Beograd 1987. Übersetzt von Đurđica Đurković).

- Englischsprachige Bücher:
  - The Beloved Land. 1961 (Autobiografie).
  - History of Yugoslavia. 1975.
  - The War Diaries (1949–1951). Univ. of Michigan Press, Ann Arbor 1990.